# Marianne Seltsam
Marianne Seltsam (* 16. Mai 1932 in Tegernsee; † 6. Februar 2014 Gmund am Tegernsee) war eine deutsche Skirennläuferin.
Sie nahm 1952 an den Olympischen Spielen in Oslo und 1956 in Cortina d’Ampezzo teil und belegte jeweils im Riesenslalom Rang 10 und Rang 12.
1954 war Marianne Seltsam Deutsche Slalommeisterin.